# Aleksandr Maseikov
Aleksandr Maseykov (em bielorrusso:  Аляксандр Анатолевіч Масяйкоў, Mahilou, 26 de junho de 1971) é um velocista bielorrusso na modalidade de canoagem.

## Carreira
Foi vencedor da medalha de Ouro em C-2 500 m em Barcelona 1992 junto com o seu colega de equipa Dmitry Dovgalyonok.